# Hend El Fahem
Hend El Fahem (arabe : هند الفاهم), née le 5 mars 1981, est une actrice tunisienne.
En 2010, elle remporte la mention spéciale du jury pour son rôle dans Fin décembre (ar) du réalisateur Moez Kamoun (ar) au Festival international du film du Caire.

## Filmographie

### Cinéma
- 2002 : Satin rouge de Raja Amari : Salma
- 2006 : Fleur d'oubli de Salma Baccar
- 2010 : Fin décembre (ar) de Moez Kamoun (ar)

### Télévision
- 2009 : Aqfas Bila Touyour (ar) d'Ezzeddine Harbaoui